# Шадхан, Игорь Абрамович
И́горь Абра́мович Шадха́н (14 марта 1940, Ленинград — 25 октября 2014) — режиссёр документального кино, лауреат международных кинофестивалей, лауреат премии Союза журналистов СССР (1981). Заслуженный деятель искусств Российской Федерации (2010).

## Биография
Отец, Абрам Михайлович Шадхан, директор завода, погиб в 1942 году на фронте. Мать, Нина Исааковна Штейнер (из семьи купца первой гильдии), работала рентгенотехником в Высшем военно-морском арктическом училище. Семья происходила из Белоруссии.
В 1952—1953, по собственному признанию, был помощником профессионального вора, осуществлявшего кражи сумок в трамваях. В связи с возрастом к уголовной ответственности привлечён не был. Окончил Ленинградский театральный институт.
С 1962 года работал на телестудии Воркуты, с 1966-го в Норильске, на Норильской телестудии, в 1970—1989 — в Ленинграде. В 1970-х — 1980-х годах создал более 10 документально-публицистических фильмов; художественные фильмы «Опасный человек» и «По коням», фильм-балет «Принц и нищий». С 1977 по 1992 годы вёл программу на Ленинградском телевидении «Контрольная для взрослых». В 1992—1993 создал десятисерийную эпопею «Снег — судьба моя» о заключённых ГУЛАГа. Снял фильмы «Россия. Объяснение в любви», «По гамбургскому счёту», «На сверхсрочной», «Школьный вальс», «Как нам трудно даётся свобода». В 1998 году — 9 фильмов об известном петербургском дирижёре Юрии Темирканове.
Широкое обсуждение в СМИ вызвал публицистический фильм «Ваше Высокоодиночество» (2005). И. Шадхан — автор и режиссёр первых фильмов «Власть» и «Вечерний разговор» о В. Путине, с которым долго состоял в товарищеских отношениях. За эти работы в ряде источников был назван «придворным режиссёром Путина».
Лауреат фестивалей телевизионных документальных фильмов. Заслуженный деятель культуры Польской республики. В 2010 году за творчество в кинодокументалистике удостоен премии За вклад в кинолетопись, вручаемой на фестивале документального кино «Артдокфест».
Похоронен на Северном кладбище Санкт-Петербурга.

## Семья
Был женат, имел пять детей от разных браков.

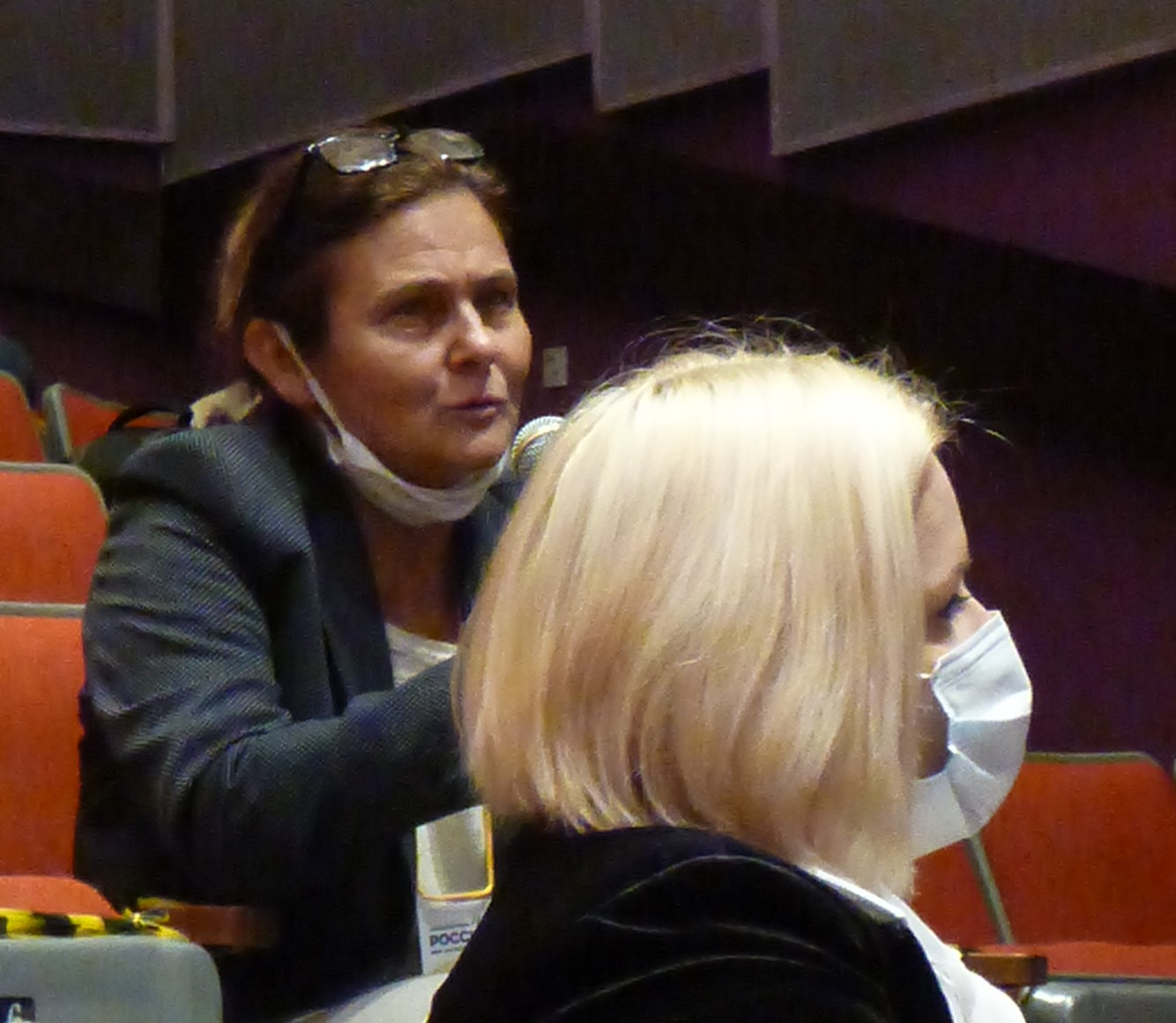
Наталья Шадхан, вдова Шадхана на кинофестивале «Россия», 28 ноября 2020 года

Жена — Наталья Шадхан, генеральный директор (по состоянию на 2020 год) творческого объединения «Мастерская Игоря Шадхана».
Дочь — Ева Василевская (род. в 1967 году). В 2009 году назначена начальником референтуры президента РФ, в 2012—2013 гг. являлась директором департамента по подготовке текстов публичных выступлений председателя правительства РФ.